# San Pedro (Sucre)
San Pedro es un municipio colombiano, situado en el departamento de Sucre, en la subregión de Sabanas y cerca de las estribaciones de los Montes de María. San Pedro fue uno de los municipios con más explotación de Gas en el país. Sus principales actividades económicas son la agricultura y la ganadería.
Limita al norte con el municipio de Ovejas y Córdoba Tetón, al sur con los municipios de Sincé y Buenavista, al oeste con Sincé y Los Palmitos. Se encuentra a una distancia de 50 km de Sincelejo.

## División Político-Administrativa
Además de su Cabecera municipal. San Pedro tiene bajo su jurisdicción los centros poblados:
- El Bajo de La Alegría
- El Carmen
- Los Chijetes
- Numancia
- Perendengue
- Rovira
- San Francisco
- San Mateo

#### Veredas
El municipio tiene constituido las siguientes veredas: Calabozo, La Candelaria, La Esmeralda, Los Camajones, Manizales, San José, Santa Isabel y Santa Teresa.

## Historia

### Precolombina
En el municipio de San Pedro, antes de que llegaran los españoles habitaban este territorio la comunidad indígena finzenú, descendientes de los Zenues que abarcaban todo el territorio hasta lo que se conoce ahora como Mompóx, a orillas del río Magdalena. Este territorio era conocido como "El Valle del Yaguar"; los antepasados originarios eran agricultores, cosechaban maíz, yuca, ñame, entre otros.

### Surgimiento
El poblado original fue desarrollado por colonos provenientes de Sincé, Pileta, Corozal, Betulia, Sincelejo, Ovejas, El Salado, El Carmen de Bolívar, Tacamocho, Magangue, Cascajal y Buenavista; pueblos estos que existieron mucho antes que San Pedro. Los colonos se asentaron en el Sitio de San Emigdio de la Montaña, que posteriormente adoptó el nomire de San Antonio y al final el dehoy San Pedro.
Hacia mediados del siglo XIX  arribó a San Antonio un santandereano de nombre Inocencio Flores Alberni, trayendo consigo el primer hato de ganado y la primera semilla de tabaco negro la cual repartió a los agricultores de la región. Los jaguares estaban diezmando su hato de ganado, lo que lo obligó a contratar a matadores de “tigre” y colocar trampas para capturarlos, dando esta actividad nombre a esta ranchería, donde comenzó San Pedro a crecer hacia el oriente o camino de Corozal a Magangue; hoy Calle Real. Por eso se cree que San Pedro inicialmente estuvo en esa parte, la cual bautizo con el nombre de Las Trampas. Posteriormente el pueblo fue creciendo hacia el llamado camino de Corozal a Magangue o sea en lo que es hoy actualmente la Calle Real, donde vale destacar las memorables casas de madera que proceden de la arquitectura caribeña (isleña) introducida a la subregión Montes de María por el Dr. Juan José Pizarro procedente de Cuba y de allí a la subregión de La Sabanas por el arquitecto Luis Felipe Estévez.
Para esa fecha el país atravesaba con una monopolización estatal productiva, especialmente la del tabaco y la del ron, lo que trajo a los pobladores de la región verse obligados a actuar como contrabandistas del tabaco y del ron. El santandereano, impaciente por el asunto, comercializó el tabaco y contrabandeó ron lo que le trajo fama y fortuna ; por eso es que algunos le admiten ser el fundador, porque alrededor de su casa se fue aglutinando y creciendo el pueblo.
A partir del gobierno de Tomás Cipriano de Mosquera cuando se levanta el monopolio estatal del tabaco y el ron, se desata una segunda inmigración a San Pedro de gentes de los Montes de María, los cuales dominaban la cultura del tabaco. Es así como se da paso a la primera bonanza tabacalera. En este periodo llegan libaneses, palestinos y sirios que adelantan a través del puerto de Magangue y Tacamocho la exportación del tabaco y la importación de géneros. En este momento no hay carretera, hay tránsito fluvial con el río Magdalena a través del canal del dique a Cartagena para la exportación del tabaco y víveres.

### Modernidad
En 1939 con el impulso de Luciano Gamarra Solorzano, acompañado de otros ilustres sanpedrenses se aprobó la Ordenanza 14 del 13 de mayo de 1939 que convirtió el poblado en municipio, nombrando a Luciano Gamarra Solorzano como primer alcalde municipal. Hacia los años 60 desaparece el cultivo tradicional y merma la producción agropecuaria con la aparición de la agroindustria de algodón, con el que es conocida la población y afamada como la ciudad del oro blanco y como ciudad blanca. El algodón trajo una bonanza económica momentánea al pueblo, transformó a San Pedro de un villorrio rural en una pequeña ciudad con la infraestructura de servicios necesaria que recibió un repunte en la etapa siguiente con el descubrimiento y explotación de gas subterráneo. Pero el algodón trajo también un deterioro marcado del medio ambiente por las prácticas de explotación de la tierra que acabó con los bosques secos tropicales propios de la región para transformarlos en cultivos de algodón y haciendas ganaderas.
En 1992 se inició la explotación del Gas natural a través de los Pozos Guepaje I Y II, ubicados en las veredas Santa Teresa y Arroyo de Arena, con los cuales se entró en el rol de los Municipios Gasíferos del País. En el 2007, la empresa multinacional petrolera Pacific Stratus dio a conocer la existencia de un yacimiento de gas natural en San Pedro, considerado como el segundo más grande de Colombia después del de Chevron en la Guajira. El gas significó otro impulso al desarrollo del municipio, ya que sus regalías generó inversiones importantes en materia de pavimentos, alcantarillados, saneamiento urbano, servicios públicos que mejoraron las condiciones de vida de la población . 
En el año 2023 los pozos dieron sus últimovolúmenesofinalizandoduna fuente importante de ingresos para el municipio.

## Economía
La economía de San Pedro ha estado tradicionalmente basada en los productos del campo. Una constante ha sido la ganadería que se ha mantenido, pese a temporales bonanzas en diferentes sectores.  Inicialmente hubo en San Pedro la bonanza tabacalera desde principios hasta bien avanzada la mitad del siglo XX. Desde la década de los 60 de dicho siglo le sucedió la bonanza algodonera que produjo una riqueza momentánea, que si bien impulsó el desarrollo del municipio, no fue suficientemente aprovechada. En los inicios del siglo XXI, sobreviviendo a los estragos que dejó en el medio ambiente el cultivo del algodón mal manejado, la economía sigue sustentándose en la ganadería, pero la nueva bonanza se concentró en el descubrimiento de yacimientos de gas natural en las cercanías del centro poblado Bajo de la Alegría. Finalizada la bonanza del gas, el municipio se sustenta en sus actividades económicas tradicionales, ganadería y agricultura diversificados por nuevos renglones como avicultura, piscicultura y un comercio y un incipiente sector de servicios sustentado en dichas actividades. Estos rubros alimentan los ingresos del erario público para mantener los programas de desarrollo municipales.

## Estructura organizacional municipal
| San Pedro    | San Pedro   | San Pedro                  |
| Departamento | Código DANE | Categoría municipal (2023) |
| ------------ | ----------- | -------------------------- |
| Sucre        | 70717       | Sexta                      |

- Personería: Es un centro del Ministerio Público de Colombia que ejerce, vigila y hace control sobre la gestión de las alcaldías y entes descentralizados; velan por la promoción y protección de los derechos humanos; vigilan el debido proceso, la conservación del medio ambiente, el patrimonio público y la prestación eficiente de los servicios públicos, garantizando a la ciudadanía la defensa de sus derechos e intereses.

- Concejo Municipal: Es la suprema autoridad política del municipio. En materia administrativa sus atribuciones son de carácter normativo. También le corresponde vigilar y hacer control político a la administración municipal. Se regulan por los reglamentos internos de la corporación en el marco de la Constitución Política Colombiana (artículo 313) y las leyes, en especial la Ley 136 de 1994 y la Ley 1551 de 2012.

Constituido por 11 concejales por un periodo de 4 años. 
- Alcaldía Municipal: En esta se encuentra la administración municipal y las entidades descentralizadas del municipio.

El alcalde se pronuncia mediante decretos y se desempeña como representante legal, judicial y extrajudicial del municipio. El actual alcalde municipal es Germán Manjarrez Hernández (2024-2027), elegido por voto popular.
- JAL.

## Servicios públicos
- Energía Eléctrica: Afinia, del grupo EPM, es la empresa prestadora del servicio de energía eléctrica.
- Gas Natural: Surtigas es la empresa distribuidora y comercializadora de gas natural en el municipio.
- Aseo: Serviaso S.A. E.S.P es la empresa que realiza prestación del servicio público de aseo.